# Gąsienicowa Przełączka
Gąsienicowa Przełączka (słow. Gąsienicova štrbina, niem. Gąsienicascharte, węg. Gąsienica-csorba) – znajdująca się na wysokości 2265 m n.p.m. niewielka przełączka we wschodniej grani Świnicy w polskich Tatrach Wysokich. Znajduje się pomiędzy Świnicką Kopą (2298 m) a Gąsienicową Turnią (2279 m). Zwiedzana bywa z reguły przez taterników przy sposobności wejścia na Świnicę lub Gąsienicową Turnię. Północne stoki spod przełęczy opadają do Mylnej Kotlinki w najwyższym piętrze Doliny Zielonej Gąsienicowej, zaś południowe do polodowcowego kotła Dolinki pod Kołem (górne piętro Doliny Pięciu Stawów Polskich), przebiega nimi nieco poniżej Gąsienicowej Przełączki czerwony szlak turystyczny z Kasprowego Wierchu na Zawrat.
Pierwszego wejścia dokonał Tadeusz Ostrowski 17 sierpnia 1905 r.

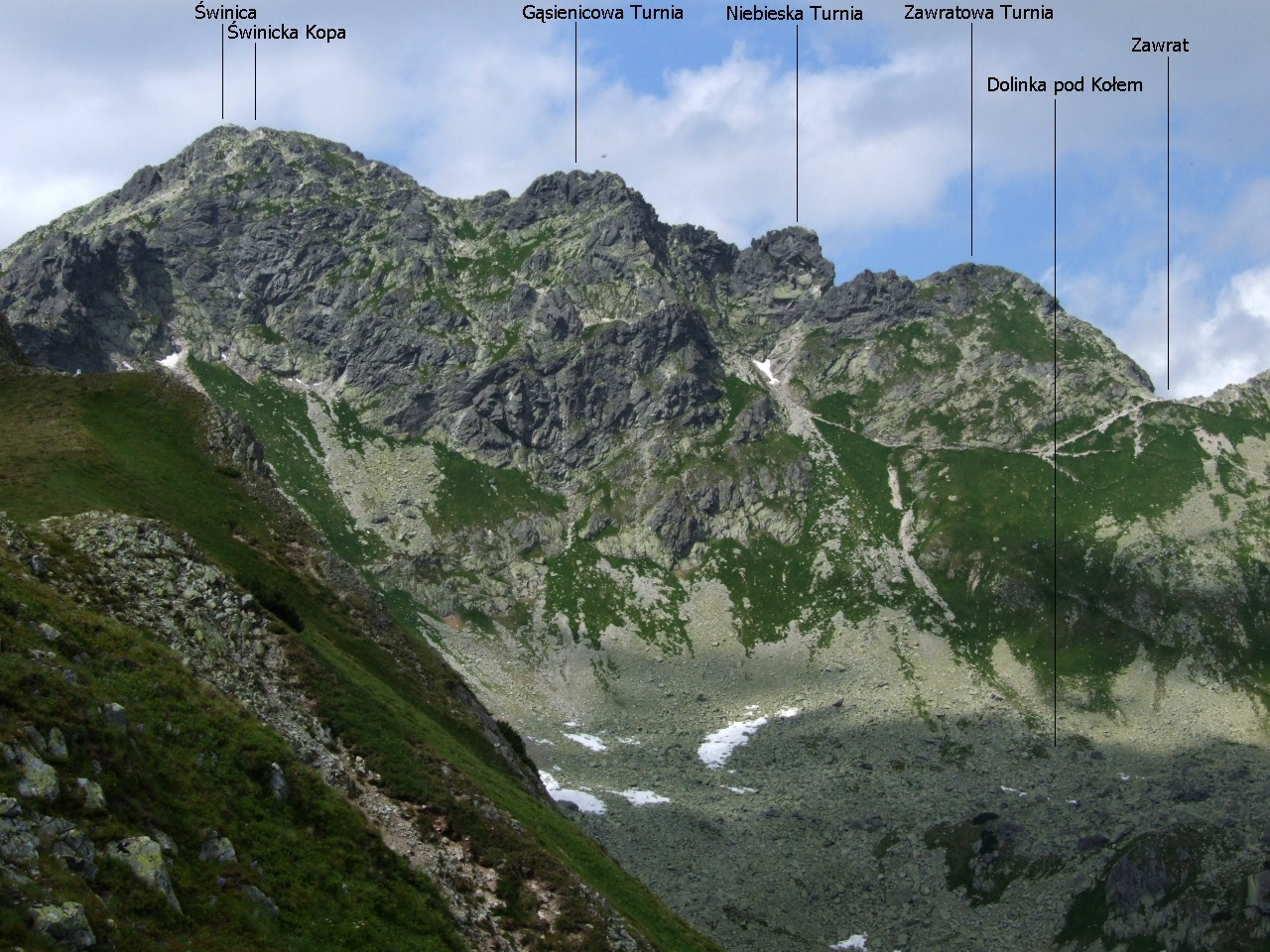
Widok z Gładkiej Przełęczy